# Urbanisme et architecture balnéaires en pays de Guérande
Pour des articles plus généraux, voir Urbanisme, Architecture balnéaire, Presqu'île guérandaise et Pays de Guérande.
L'urbanisme et l'architecture balnéaires en pays de Guérande — territoire situé sur le littoral atlantique français, au nord de l'embouchure de la Loire — sont le résultat d'un mouvement qui s'établit à partir de la seconde moitié du XIXe siècle, puis s'amplifie et se diversifie au cours du XXe siècle.
Il faut attendre le XVIIIe siècle pour que cet intérêt modifie les modes de vie européens. En Angleterre d'abord puis, pour la France, sur les côtes normandes à partir de 1778, des établissements de bains sont créés, d'abord dans un but thérapeutique, puis, l'engouement des classes aisées aidant, les pratiques de loisirs prennent le pas.
Les côtes sud de la presqu'île guérandaise sont, dans la première partie du XIXe siècle couvertes de landes désertes et peu attrayantes. Il faut attendre le dernier quart du XIXe siècle pour que des efforts d'assainissement portent leurs fruits. Entretemps, Le Croisic dès 1844, suivie par Batz-sur-Mer en 1945, s'ouvre à l'hydrothérapie.
Le bon air et le soleil s’allient à l’eau de mer, comme remèdes aux maux des villes et à la pauvreté, et les sanatoriums et autres préventoriums, soutenus par l'État, puis les colonies de vacances, se multiplient, après la Première Guerre mondiale.
Il faut attendre l'arrivée du chemin de fer jusqu'au Croisic, en provenance de Paris, en 1879 pour que le développement balnéaire, et les incidences induites sur l'urbanisme et la création architecturale, prennent leur envol.
La pratique des bains de mer est élitiste et la structure d'une station balnéaire doit répondre aux besoins des villégiateurs. Aux côtés d'infrastructures ludiques, sportives ou culturelles, se construit un microcosme social, emporté par la mode de la vie dans la nature et le besoin de se différencier de son voisin. Si les communes du nord de la presqu'île adaptent leur patrimoine urbain et architectural pour attirer les baigneurs, La Baule-Escoublac et, dans une moindre mesure, Pornichet sont deux villes nouvelles résultant de la créativité des lotisseurs et des architectes.
Les villes nouvelles sont le théâtre d'une architecture expérimentale et résolument éclectique, qui se décline également, quoique plus timidement, dans les stations traditionnelles. Les styles régionalistes se mêlent aux réalisations néo-médiévales ou avant-gardistes, jusqu'aux années 1960, étape marquante du passage à l'immeuble collectif comme solution à l'envolée de la demande de logements.
C'est le début de la construction d'immeubles sur le front de mer et de l'adaptation de l'urbanisme au tourisme de masse, surtout sensible sur la côte sud de la presqu'île. Les années 1990 voient la prise en compte par les collectivités locales de la nécessité de la sauvegarde du patrimoine balnéaire.

## L’invention des bains de mer

### Époque moderne
Après des siècles de méfiance à l'égard de la mer, entretenue par la littérature pieuse et la poésie du Moyen Âge, l’écho grandissant de la théologie naturelle favorise, à l’aube du XVIIIe siècle, l’éclosion d'une sensibilité religieuse réactive au « spectacle » du monde.
Les rivages maritimes sont perçus jusqu’alors dans l’imaginaire collectif comme des environnements dangereux ou ingrats, qu’Alain Corbin qualifie en 1988 de « territoires du vide » au même titre que les paysages montagnards.
Après l’exaltation du locus amoenus, microcosme idéalisé de sécurité ou de confort, l'immensité de la mer et de la montagne accède à la dignité du pittoresque — au sens propre du terme, c’est-à-dire digne d’être peint — dans la seconde moitié du siècle des Lumières.
C’est en Angleterre que sont créés les premiers établissements marins, d'abord destinés aux enfants, pour y soigner la scrofule, la phtisie et le rachitisme. On décompte soixante-dix de ces établissements au cours du XVIIIe siècle. Le docteur Richard Russell écrit en 1753 De tabe glandularium sine de usu aqua marinæ in mordis glandularium dissertatio (« dissertation sur le dépérissement des glandes si on ne fait pas usage de l’eau de mer dans leurs maladies »), et l’historien Jules Michelet dit de lui au siècle suivant : « Russel a inventé la mer ». Le premier hôpital marin d’Angleterre est créé en 1790 par John Latham (1761-1843) ; cet établissement sert de modèle au Petit Berck à Berck, inauguré en 1861, près d'un siècle plus tard,.
Dieppe est la première station française, créée dès 1778 et sa clientèle est principalement anglaise. Elle est bientôt suivie par Boulogne.
Le retour des émigrés en France dans les années 1810 contribue à diffuser certaines coutumes anglaises dont celle des bains de mer. Le concept de ville d’hydrothérapie sur le littoral atlantique français est à l’origine une déclinaison de la notion de station thermale.
En 1820, un ancêtre de la thalassothérapie est créé à Dieppe avec l’apport d’eau de mer, en piscine intérieure chauffée. C’est ensuite au tour de La Rochelle (1827), Cherbourg (1829), Le Croisic (1844), Batz-sur-Mer (1845), Pornic (1847), Trouville-sur-Mer ou Biarritz de s'ouvrir aux bains de mer et de proposer des infrastructures d’hydrothérapie.
Les colères de l’océan et l’immensité favorisant la rêverie et l’exaltation procurent des sujets d’inspiration aux premiers romantiques littéraires ou peintres.
Dans le cas du pays de Guérande, il faut citer Balzac qui séjourne à Batz-sur-Mer dans les années 1830, au Calme Logis, en compagnie de Laure de Berny ; il y écrit Un drame au bord de la mer, court récit romanesque qui inspire Marcel L'Herbier en 1920 pour son film L'Homme du large, et qui a pour cadre Le Croisic et la Côte sauvage (« Grande Côte »), ainsi qu'un roman, Béatrix, dont l'action se déroule à Guérande.

« La culture moderne est liée au balnéaire qui est par essence un monde nouveau où tous les symboles du progrès s’exposent […] Avec l’ambition d’être un lieu de réconciliation entre nature et culture, le site balnéaire est un lieu de coïncidence entre tradition et modernité […] Ces espaces inventés autorisent tous les caprices. »

— Isabelle Barbedor, « Balnéaire », Dictionnaire du patrimoine breton,‎ 2000, p. 103 - 105.

Quelques acteurs de l'éclosion de l'hydrothérapie (sélection).
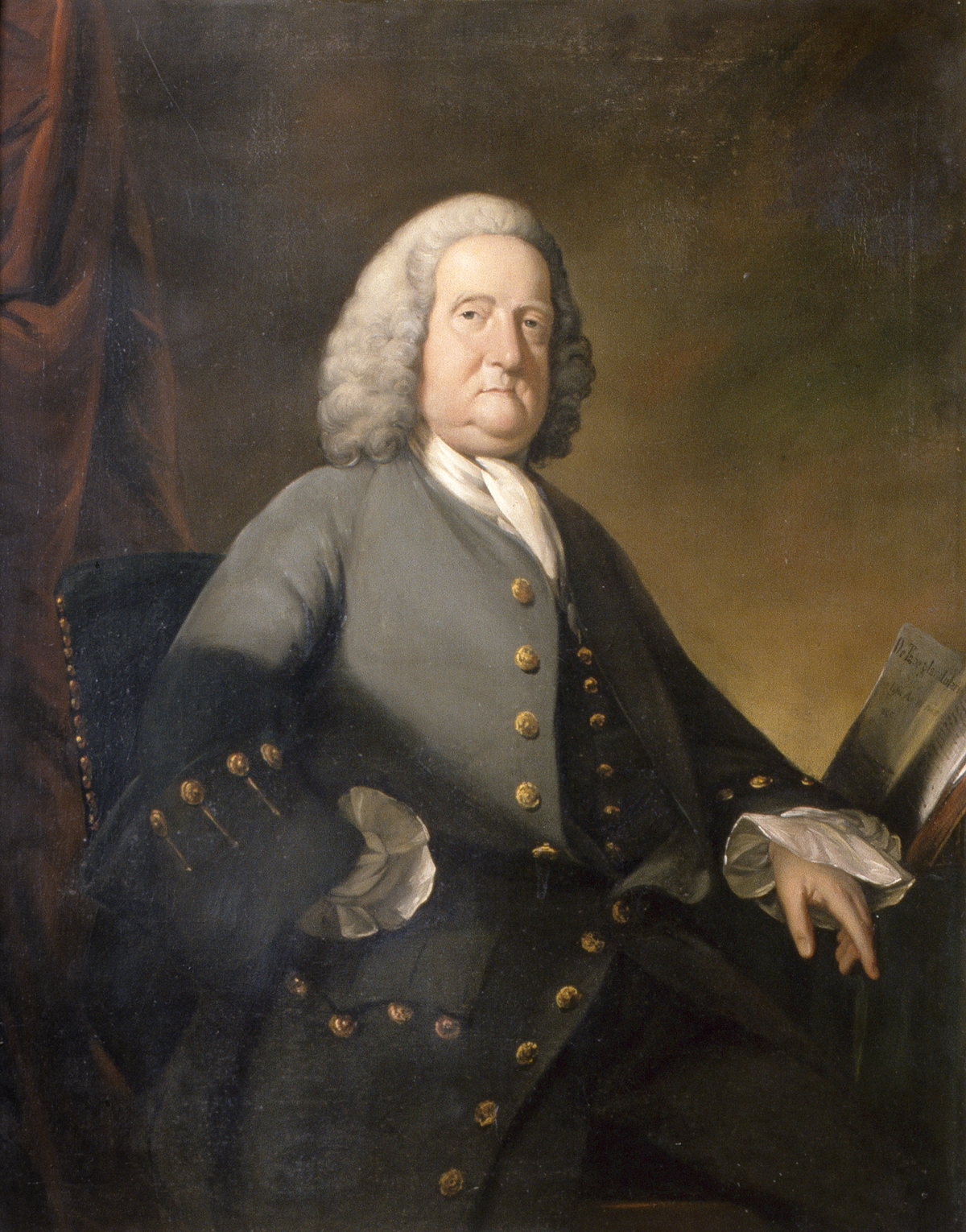
Richard Russell, par Benjamin Wilson, vers 1755.
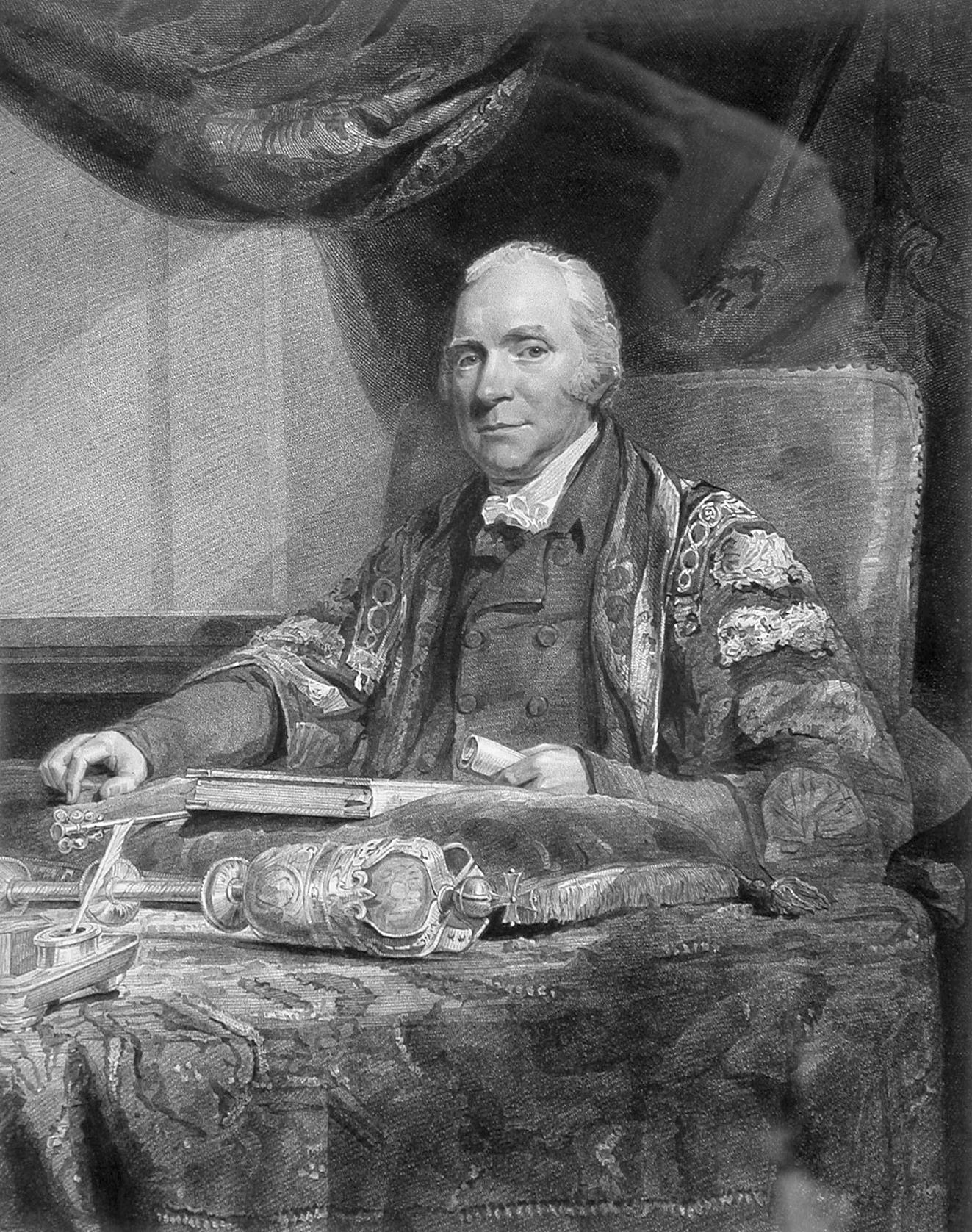
John Latham, par John Jackson.
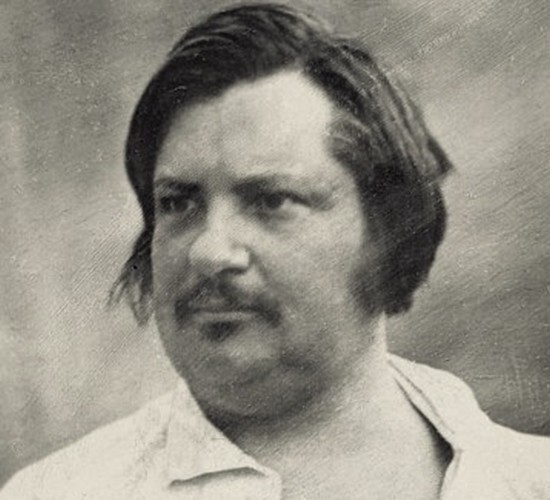
Honoré de Balzac, daguerréotype de Louis-Auguste Bisson (1842).

### Les bienfaits de l’hydrothérapie
Le XIXe siècle est le siècle de l’avènement de la cure thermale en France, qui rassemble des centaines de milliers de personnes, malades et accompagnants, auprès des sources d’eaux minérales. La médecine évolue ; le tourisme et le développement des loisirs accompagnent cette fièvre thermale. Des infrastructures destinées à soigner, loger, nourrir et distraire malades et touristes sont créées, générant des « microcosmes identiques, des activités similaires, des bâtiments composant le paysage thermal ».
Avatars des stations thermales situées près des sources d’eaux minérales, c’est également pour des raisons d’ordre médical qu’au début du XIXe siècle les plages sont parcourues par des curistes, dans le sillage de l’aristocratie européenne qui fréquente les bains de mer.
Les ordonnances préconisent des « bains à la lame » suivant un protocole de conditions climatiques et de temps d’immersion précis. Les baigneurs sont préparés par des notices rédigées par des médecins comme celle du docteur caennais Jules Le Cœur :

« À son arrivée et avant de faire usage des bains de mer, il sera bon que le malade se repose pendant 2 ou 3 jours pour s'acclimater à l'air plus vif du littoral […] alors seulement il commencera à prendre des bains. Il n’y restera que peu d’instants, vingt minutes s'il le prend chaud en baignoire, trois à quatre minutes s'il le prend frais ; il ne les prendra pas trop rapprochés et pourra laisser un intervalle d’un jour entre chacun d’eux […]. »

— Jules Le Cœur (1808 - 1866), Des bains de mer : guide médical et hygiénique du baigneur, p. 210 et suivantes.
Les bains de mer sont, durant le XIXe siècle, le remède recommandé dans la lutte contre la scrofule et la tuberculose ostéo-articulaire.
Les monographies écrites par les médecins locaux, telle celle de Jules Le Cœur, sont à considérer avec circonspection car, selon Bernard Toulier, « la scientificité affichée par leurs auteurs cache mal l’intérêt de ces derniers — à la fois agents et relais de la propagande et même parfois aussi directement actionnaires ».

### L’apparition des sanatoriums et des colonies de vacances

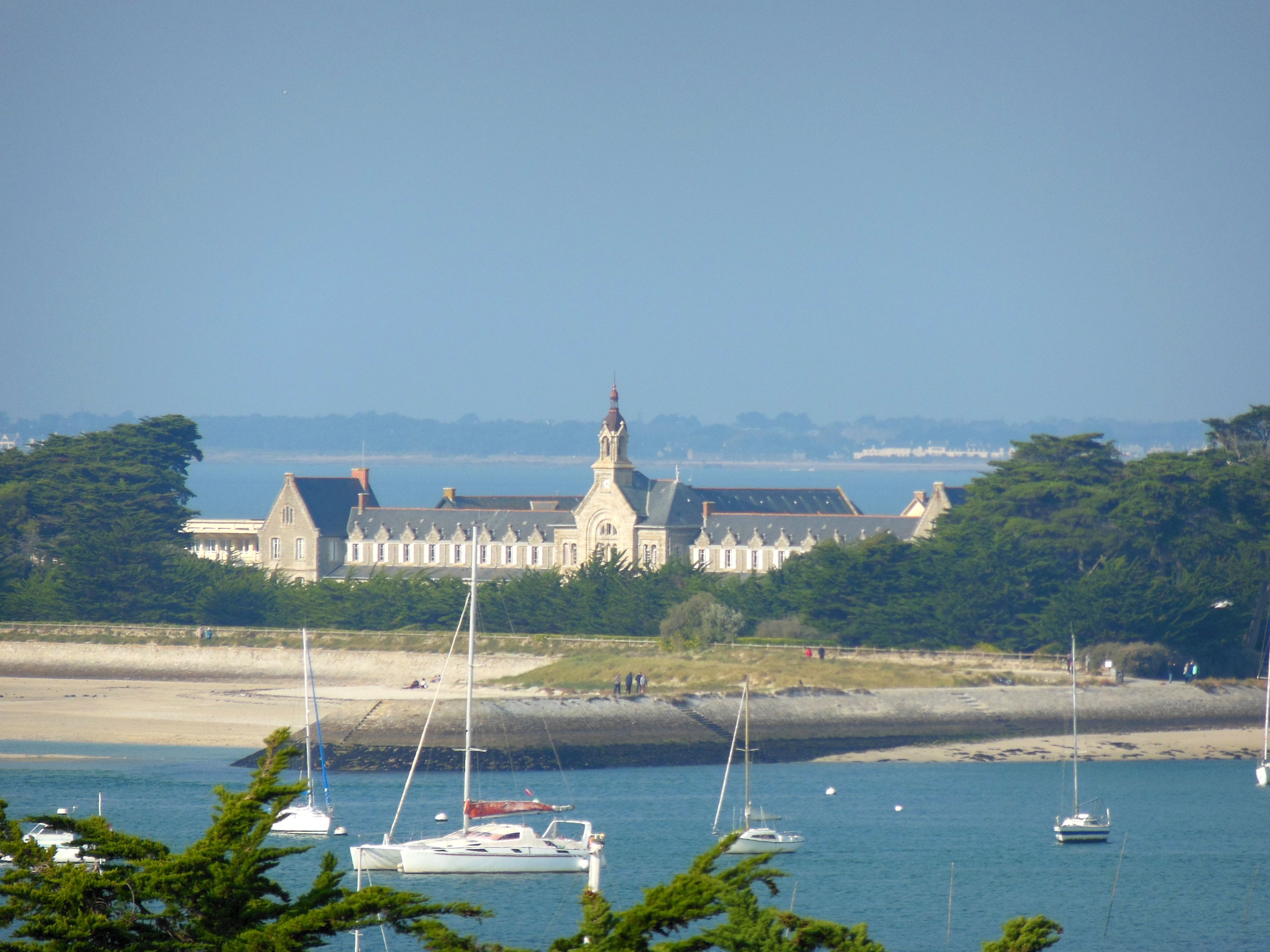
Vu depuis le Mont-Esprit, au Croisic, l'ancien hôpital de Pen-Bron, devenu centre hélio-marin.

Les hôpitaux marins, également appelés sanatoriums, établissements médicaux spécialisés dans le traitement des différentes formes de la tuberculose, se développent en France à partir des années 1860 — Berck en 1861 — et apparaissent dans le pays guérandais à la fin du XIXe siècle, d’abord à La Turballe (pointe de Pen-Bron) en 1887, puis au Croisic en 1893.
Après la Première Guerre mondiale, le développement des sanatoriums et autres préventoriums reçoit le soutien du gouvernement et de la société civile,, et le bon air et le soleil s’allient à l’eau de mer au sein d'infrastructures dites « héliomarines » pour le traitement de maladies liées à la tuberculose.
Des colonies de vacances accompagnent l’implantation de ces sanatoriums tels la colonie Saint-Clément à Mesquer (pointe de Merquel), le préventorium marin de Batz-sur-Mer ou l'institut Verneuil à La Baule-Escoublac.
Elles sont destinées, à l’instar des premiers exemples développés en Suisse, à améliorer la santé d’enfants citadins défavorisés. L'établissement de Pen-Bron par exemple, créé en 1887 par Hippolyte Pallu, soutenu par une communauté de religieuses, s'inscrit dans une logique hygiéniste préventive et n'accueille pas, à l'origine, d'enfants malades mais des citadins faibles ou rachitiques provenant de faubourgs de villes en pleine expansion,.
Reconnu d'utilité publique en 1893, il s'agrandit progressivement, le bâtiment central étant achevé en 1902.
Les bâtiments qui abritent certaines de ces colonies, à l'architecture spécifique, ont depuis subi la pression immobilière résultant de la forte demande touristique, comme la résidence construite vers 1932 par Georges Meunier pour la fondation Baratte-Cholet et devenue depuis le centre international du domaine des Pins à La Baule, la colonie du Croisic dite Port aux Rocs, transformée en centre de vacances, ou le château des Tourelles à Pornichet, acheté en 1938 par la mairie du 12e arrondissement de Paris et revendu en 2008 au groupe Phelippeau qui le convertit en centre de thalassothérapie et en hôtel de luxe,,.

## La conquête du littoral
Chronologie du développement urbain et architectural balnéaire en pays de Guérande.
■ Histoire de la France - ■ Développement des transports - ■ Développement de l'hydrothérapie - ■ Développement urbain et touristique - ■ Styles architecturaux

### Le contexte économique et social duXIXesiècle
L’essor industriel qui caractérise le XIXe siècle, d'abord en Angleterre, et plus tardivement en France, génère un bouillonnement économique qui favorise les initiatives privées et recompose le paysage social. La bourgeoisie d’affaires impose ses valeurs tout en concentrant les richesses. La classe ouvrière s'accroît rapidement et les campagnes commencent à se vider de leur main d'œuvre devant les mécanisations des travaux agricoles et l’offre d’emplois des centres industriels. Des travaux d’urbanisation de grande envergure bouleversent les espaces citadins, à l’image de ceux entrepris entre 1852 et 1870 par le baron Haussmann à Paris.
L'exploitation des sources thermales, et par suite, l'attribution du « label » station hydrominérale ou climatique aux communes, font alors l'objet d'une législation ciblée compte tenu des substantiels avantages économiques induits, résultant des taxes de séjour ou des taxes sur les jeux.

### Le schéma type de développement d'une station thermale ou balnéaire auXIXesiècle
Le développement d'une station thermale ou balnéaire au cours du XIXe siècle répond à un schéma récurrent qui met en jeu des acteurs successifs. Tout d'abord interviennent les découvreurs, bientôt suivis par les fondateurs-promoteurs, dont le succès des réalisations est assuré par l'accueil de célébrités, destinées à attirer « une clientèle avide de prestations médicales sophistiquées et de produits touristiques séduisants ».
Ces découvreurs sont par exemple George Sand à Tamaris ou Edmond Rostand à Cambo. Pour la presqu'île guérandaise, le prototype du découvreur est représenté par Jules-Joseph Hennecart, celui de fondateur-promoteur, ou encore d'investisseur-spéculateur, est incarné par Louis Lajarrige — dans le cas d'Escoublac-La Baule — et les hérauts sont par exemple Honoré de Balzac (1830), Gustave Flaubert (1847), Alfred de Musset (1847) ou le journaliste Louis Veuillot (1948) pour la station du Croisic.
Dans les années 1820, le pays de Guérande est l’une des premières régions françaises à constater les débuts du tourisme balnéaire.

### Le littoral de la presqu’île guérandaise au début duXIXesiècle
Au début du XIXe siècle, la côte sud de la presqu’île guérandaise présente une physionomie peu amène pour le voyageur de l’époque, façonnée par le vent d’ouest et l’océan, succession de dunes désertes, de rochers menaçants et de plages sablonneuses.
Édouard Richer écrit en 1823, à propose d’un actuel quartier de Pornichet — alors, et jusqu’en 1900, situé sur la commune de Saint-Nazaire :

« Les habitants de Saint-Sébastien témoignent d'un étonnement stupide à la vue d’un étranger […] Dunes mobiles aux sommets escarpés […] Terres sans végétation où tout est mort […] Vous êtes là, seul, entre une plage déserte et les dunes abandonnées. »

— Édouard Richer, Voyage pittoresque dans le département de la Loire-Inférieure, 1823.
Et Gustave Grandpré ajoute en 1828, en parlant de La Baule :

« Aucune trace, aucun sentier n’indique la route, seulement des pas d’hommes, empreintes sur le sable dans toutes les directions, annoncent que le désert est fréquenté. Autour de moi, rien qu’un affreux désert. Des dunes entassées les unes sur les autres s’allongent à perte de vue. Rien n’interrompt leur désespérante uniformité ! »

— Gustave Grandpré, Promenade au Croisic, 1828.
De même, plus à l'ouest et au nord, les dunes de Batz et de La Turballe sont désertes, l’activité humaine s'étant concentrée sur le plateau de Guérande, ou à proximité des marais salants. Cette côte abrite alors trois ports, d’est en ouest, Pornichet, Le Pouliguen et Le Croisic.
Plus au nord, deux autres petits ports assurent l’approvisionnement de Guérande, La Turballe et Kercabellec (hameau de Mesquer).
Le port de Piriac, abrité par la pointe du Castelli, a été abandonné en 1753 et Guérande n'a plus d’accès direct à la mer, supplantée par le port du Croisic, malgré une flotte importante aux XIVe et XVe siècles.
Au début du XIXe siècle, l’actuel Saint-Nazaire, à l’embouchure de la Loire, ne compte que quelques centaines d’habitants, jusqu’à ce que son accès maritime soit facilité par l’achèvement d’un brise-lames en 1835,.

### Le développement des voies de communication en pays de Guérande

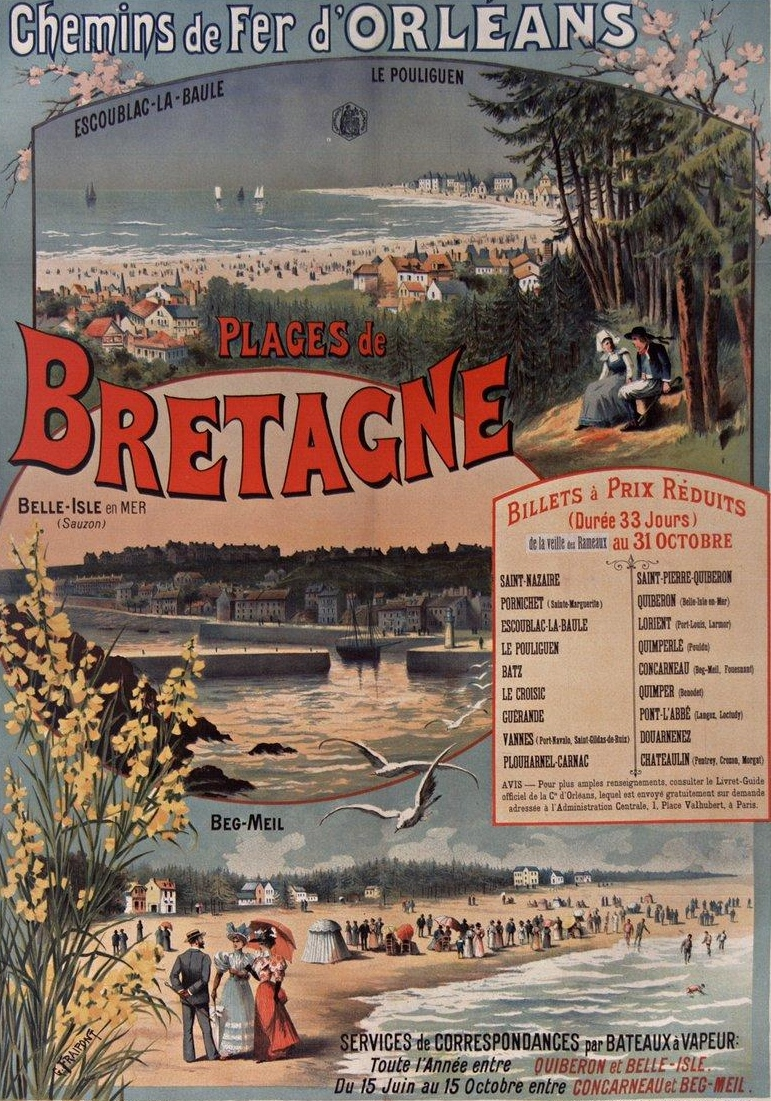
Affiche de la Compagnie du chemin de fer de Paris à Orléans, avec des arrêts à Pornichet, Escoublac-la-Baule, Batz-sur-Mer, Le Croisic et Guérande (1896).

Le pays de Guérande, longtemps à l’écart des voies de communication, hormis la route qui relie Saint-Nazaire à Guérande via Escoublac, se trouve désenclavé par les efforts du conseil général, dès 1839, qui favorise le développement de nouvelles routes, comme celle qui joint Guérande au Croisic. Des bateaux à vapeur au départ de Nantes et de Saint-Nazaire assurent des liaisons avec le littoral dès 1845. Enfin, en 1879, le chemin de fer parvient jusqu’au Croisic en provenance de Paris, via Nantes. Outre Le Croisic, Batz-sur-Mer, Le Pouliguen et Pornichet bénéficient de l’affluence générée par la voie ferrée qui va structurer le développement balnéaire de la presqu’île guérandaise.
Ces réseaux de communications, qu'ils soient maritimes, routiers ou ferroviaires, réorganisent l'espace et les flux migratoires.
En effet, en ce XIXe siècle, le tourisme balnéaire des communes qui ne sont pas desservies par le chemin de fer, telles Piriac et Mesquer, n’est le fait que de notables nazairiens ou guérandais et ne parvient pas à conquérir les masses ligériennes ou parisiennes, justifiant l’adage de l’époque qui veut que « les stations [balnéaires] s’accrochent au chemin de fer comme les feuilles d'un arbre à des branches ».
Des trains de plaisir, à l'instar de ceux instaurés par la Compagnie des chemins de fer de l'Ouest à partir de 1882, proposent à des familles d’au moins quatre personnes des billets à prix réduits valables pendant 33 jours. Ils font les délices des membres de la petite bourgeoisie qui fréquentent les plages familiales de Pornichet, du Pouliguen ou du Croisic.
En 1907, une ligne d’intérêt local, de La Roche-Bernard à Saint-Nazaire, est créée par les Compagnie des chemins de fer du Morbihan. Elle dessert le nord de la zone considérée — Guérande, La Turballe, Piriac, Mesquer et sa station balnéaire Quimiac, Saint-Molf, Assérac et Herbignac — et améliore l'attractivité des villages côtiers de la zone, à l’exception de La Turballe, dont le secteur touristique est longtemps défavorisé par la présence des conserveries.
L'amélioration du réseau routier, la mise en place de services d’autocars et, à partir de la seconde moitié du XXe siècle, la généralisation de l’utilisation de véhicules individuels — apparus dès les années 1910 —, vont permettre l’extension à Mesquer, Piriac et La Turballe de l’attraction touristique ainsi que la création de nouveaux quartiers ; il en résulte une régulation des différences de fréquentation touristique des stations côtières de la zone considérée.

## Les types de station balnéaire
Deux types de stations balnéaires se sont développés dans le pays de Guérande. Le plus ancien est construit autour d'installations ou d'activités portuaires ou maritimes existantes. Le second, plus récent, mais également plus flexible dans son organisation et son adaptation aux besoins touristiques, est la création ex nihilo d'installations urbaines et balnéaires.

### L’évolution du milieu existant
Le premier type de station balnéaire répond à l'exigence d'équilibre entre un environnement existant et à préserver, et l'urbanisation d'un paysage à modeler pour répondre à des besoins nouveaux, en l'occurrence des offres de services médicaux, évoluant vers le bien-être et le tourisme.
Il s’agit également du type le plus ancien, se développant sur les bases d’un port de pêche existant ou d'une ville ancienne et pittoresque. La logique de développement urbanistique pour l’extension suit alors une logique opposée à celle qui a jusqu’alors prévalu.

« La villégiature balnéaire cohabite avec les activités portuaires. La plage peut englober le port, le récupérer parfois en partie pour des activités de navigation de plaisance, ou arriver même à l’absorber ou le détruire »

— Laurent Delpire, Urbanisme et architecture balnéaire : histoire d'un phénomène de société, l'exemple du Pays de Guérande, 2011.
Selon Henri Moret, dès 1924, « [Le Croisic] est déjà une station connue et fréquentée » ; et il cite alors Gustave Grandpré — lui-même Croisicais — qui écrit en 1928: « Le Croisic offre, pendant l’été, un séjour fort agréable […] Du reste les étrangers sont fort bien accueillis. Les habitants sont polis, affables et pour peu qu’avant de se rendre au Croisic l’on ait la précaution de s’assurer un logement et un traiteur, on s’y trouve à merveille ».
C’est en tout cas Le Croisic qui ouvre la voie régionale du tourisme balnéaire.
La commune compte alors deux hôtels, des commerces et des logements pour accueillir la clientèle qui recherche le bord de mer. Un premier établissement de bains y voit le jour en 1841, qu’Alfred de Musset et son frère Paul fréquentent en septembre 1847. L’établissement de bains de Saint-Jean-de-Dieu ouvre, lui, ses portes en 1850.
En 1853, un établissement de bains ouvre à Batz-sur-Mer, sous l'impulsion de Louis Killian, dit Valentin, qui donne son nom à la plage éponyme. Dès lors, la vocation touristique de la région dépasse sa vocation médicale et Armand Trousseau écrit « Outre les malades atteints d’affections qui réclament un traitement vigoureux, les bains de mer [du Croisic] sont fréquentés par des personnes qui viennent y chercher un délassement ou un réconfort hygiénique ».
Le Pouliguen, autour du port, du bois du Calvaire et de la plage, accueille les touristes qui fuient les mondanités des habitués du Croisic et le coût de la vie qui en découle. La population locale, attirée par le dynamisme de l’économie de la paroisse, passe de 500 habitants en 1820 à 850 en 1850.
À son tour, la station accueille des hôtes de marque tels Jules Sandeau (1854) ou le comte d’Esgrigny (de 1853 à 1875), ainsi que des membres de la bourgeoisie nantaise. Le Pouliguen, forte de son indépendance économique nouvelle, est érigée en commune par décret du 20 avril 1854, se séparant ainsi de Batz,.
De nouveaux quartiers de villégiature participent à la rénovation du bourg, pour lequel l’engouement s'accentue après la construction du nouveau pont en 1860 et l’arrêt ferroviaire sur la voie qui mène au Croisic, occultant presque entièrement le caractère architectural ancien de la paroisse.
Vers 1860, c’est au tour de Piriac — qui bénéficie de l’attrait des vieilles demeures groupées autour de l’église — et de La Turballe d’accueillir le tourisme balnéaire, malgré la présence dans cette dernière localité de la première usine de conserves sur les lieux de pêche.
En 1887, naît à La Turballe, sur le site de Pen-Bron, un hôpital marin.
Mesquer accueille ses premiers touristes balnéaires à la fin des années 1890 qui « n'ont qu’une terreur : voir le flot balnéaire se diriger vers cette côte ». Les baigneurs y sont au nombre de 300 en 1897.

### Les villes nouvelles

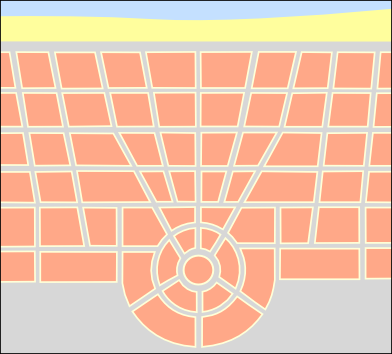
Modèle mixte d'urbanisme, alliant une structure en damier à une structure radio-centrique dont la convergence est en retrait du front de mer, appliqué à La Baule-les-Pins.

C’est le développement du chemin de fer qui va déterminer l’essor économique de la région et la naissance de petites cités ou quartiers telles que La Baule, Pornichet-les-Pins ou Sainte-Marguerite (un écart de Pornichet).
En un mouvement commun des littoraux de Loire-Inférieure et de Vendée, faisant suite à la démarche de cadastration des forêts domaniales entreprise au début du XIXe siècle, les communes maritimes s’approprient le littoral, mouvement dont les noms de communes ou de quartiers augmentés de l’affixe « les-Pins » témoignent encore au XXIe siècle,.
L’exemple de La Baule est, à cet égard, très représentatif. Le premier concessionnaire, Donatien de Sesmaisons en 1818, éprouve des difficultés à faire accepter son projet de plantations et de création d'une forêt par la population locale qui utilise les terres en pâture pour le bétail. Les plantations d’arbres et le passage de la ligne de chemin de fer de Saint-Nazaire au Croisic à partir de 1879 participent à la fixation des dunes de sable. Sur ce territoire en partie vierge, le propriétaire de la Compagnie du chemin de fer de Saint-Nazaire au Croisic, l'entrepreneur Jules-Joseph Hennecart, conseillé par l'agent de change Édouard Darlu, décide d’y établir un lotissement à vocation familiale, prélude à la station balnéaire qui va se développer à partir des années 1880,.
Le plan de ces créations ex nihilo s’inspire du Paris haussmannien, avec un quadrillage souple qui s’adapte au relief, des villas mitoyennes, des allées cavalières et parfois des squares à l’anglaise.
Le lotissement paysager devient une référence urbanistique à partir des années 1920 ; La Baule-les-Pins en est un parfait exemple avec un plan urbain en damier qui allie un modèle radio-centrique dont le point de convergence se situe à l'intérieur des terres et non pas en bord de mer.
Des quartiers de Pornichet, érigée en commune le 9 avril 1900, Bonne-Source et Sainte-Marguerite, sont également construits sur le même modèle d’urbanisation par lotissement. Là encore, des personnalités cosmopolites telles que Sarah Bernhardt, Ranavalona III ou Ferdinand von Zeppelin prennent la suite d'investisseurs — Charles Mercier à la tête de la Société civile immobilière de Pornichet.
À son tour, Mesquer, sous l'impulsion de Jean Gréaume, crée son lotissement suivant l’exemple baulois dans l’entre-deux-guerres, qui aboutit dans les années 1960 à l’avènement de « l’Orée du Bois ». Tout d'abord dans le bois de Lanséria, puis tout au long de la côte, des lotissements à prédominence balnéaire se construisent.

## Les infrastructures propres à la station balnéaire
Lorsqu’elle apparaît, la pratique des bains de mer est de caractère élitiste, tant pour des raisons économiques ou qu’en tant que pratique sociale.
Un ensemble d’équipements publics accompagne et garantit ce caractère aristocratique et de prestige tels que les établissements de santé, de bains, les établissements de sports et de loisirs, et les structures hôtelières.
Le volet curatif, bien qu'il soit la base du mouvement balnéaire, n’est pas systématiquement présent. Ainsi Mesquer, Piriac, Pornichet ou Le Pouliguen ne disposent pas d’établissement de bains.
L'absence d’une offre de soins — et donc d’un casino, qui est souvent associé aux établissements de bains —, et de l’accès au chemin de fer sont des éléments discriminants qui ont déterminé le rythme de développement et l'attractivité des stations balnéaires du pays de Guérande.
L’offre d’hébergement dépend du degré de hiérarchisation sociale de la clientèle, depuis les pensions de familles aux établissements hôteliers luxueux. Les stations balnéaires et leurs lotissements sont conçus afin de privilégier les regroupements familiaux ou sociaux et de favoriser les réseaux. Cette structure en réseau explique la prééminence périodique de certains architectes qui monopolisent les créations, comme le signe d’une volonté d’intégration de leurs clients dans un microcosme dont on veut s’approprier les codes et les habitudes. C’est le cas au Croisic, de la domination d’Émile et Gustave Maréchal et à La Baule, de celles d'Adrien Grave, Georges Lafont, Georges Meunier, Philippe Louis ou Georges Vachon.
Le XXe siècle voit s’intensifier les dimensions sportives et culturelles, voire ludiques, des installations des stations balnéaires.
La Baule est, à cet égard, un modèle du genre avec la construction d’un ensemble de tennis — Country club conçu par Ferdinand Ménard et Adrien Grave entre 1925 et 1927 —, d'un casino, de parcs d’agrément — comme le jardin d’attraction dessiné par Henri Vié vers 1923 sous le nom de « parc des Dryades » —, puis de l’hôtel des Postes — en 1936, par Gabriel Guchet et Paul-Henri Datessen — ou de la nouvelle gare.
Les stations voisines emboitent le pas de l’exemple baulois : Le Pouliguen crée le golf de Cramphore, et des hôtels des Postes apparaissent au Croisic, au Pouliguen et à Pornichet.
La deuxième partie du XXe siècle doit répondre à des défis différents. Après l’élitisme, la station balnéaire doit faire face au tourisme de masse — initié par l'adoption de la loi de 1936 sur les congés payés — et trouver un équilibre entre un environnement naturel, une volonté politique et un contexte économique.
La démocratisation de l’utilisation des automobiles implique une réflexion en profondeur sur les accès à la station et l’urbanisation des promenades en front de mer ; la gare n’a plus le rôle structurant qu'on lui connaît avant la Seconde Guerre mondiale.
Désormais, comme à La Baule, le développement urbain subit la loi de l’essor de l'automobile individuelle et la ville devient linéaire le long de la plage.
La création en 1975 de la Route Bleue (RD 213), qui relie Guérande aux Moutiers-en-Retz et dessert Le Croisic, La Baule-Escoublac et Pornichet, est également la conséquence de cette évolution individualiste.
De surcroît, alliant « promenade de santé et parade sociale », le dessin des voies donne très tôt la prépondérance à la déambulation piétonne, puis cycliste, par la création de promenades et de remblais, comme c’est le cas à Saint-Nazaire, La Baule ou Pornichet.

## Les mouvements architecturaux
Le mouvement balnéaire, qui est à l’origine médical avant de subir l'influence romantique, conduit le pratiquant à s’éloigner de l’atmosphère viciée de la ville et à rechercher la confrontation à la nature, s'intégrant en cela dans le concept de villégiature qui allie depuis l’origine recherche architecturale — parfois luxueuse — et lien avec la nature.
La régularité des séjours de la part des curistes, puis des touristes, qui ont tout d’abord logé chez l’habitant puis dans des pensions de familles ou des hôtels, pousse les baigneurs à faire construire, au plus près de la mer, bien accueillis en cela par les autorités locales.
L'architecture suit cet élan hygiéniste et naturaliste à la recherche de la ville-jardin, se démarquant de l’urbanisme urbain et industriel, à connotation négative.

### Un cadre adapté aux nouvelles attentes
« Le rituel des villégiatures se déroule ainsi : contempler la mer et s’y baigner, déjeuner dans le jardin et s’y reposer »

— Laurent Delpire, Urbanisme et architecture balnéaire : histoire d'un phénomène de société, l'exemple du Pays de Guérande, 2011.
Sur cette base, la maison balnéaire s’ouvre sur la nature, la mer, le jardin et laisse la lumière pénétrer dans toutes ses pièces ; se différenciant de la maison urbaine traditionnelle, elle reflète la curiosité aux styles architecturaux, régionaux ou visionnaires, mêlant matériaux, couleurs et volumes qui tranchent avec ceux des environnements urbains classiques.
Outre des dimensions parfois hors norme, la villa balnéaire fait appel à des éléments saillants ou excentriques, tels des tourelles, différents types d'oriels, des colonnades, des porches et des balcons, du moment qu’ils soient une transition de la construction vers la nature.
Le jardin devient un salon d’été, ombragé, fleuri et parsemé de pergolas, et donne parfois sur la mer.
Deux attentes sont conjuguées, dès les premières villas balnéaires et perdurent jusqu’à la fin du XXe siècle, « se distinguer des autres et de la ville, et s'installer dans un site privilégié ».
Jusque dans les années 1930, la nature est approchée par l’intermédiaire de belvédères, lanternons, loggias, marquises et autre bow window.
L’entre-deux-guerres se distingue par une prédominance de l’héliotropisme architectural qui amplifie l'appel aux terrasses de plein air et aux loggias.
Le mouvement moderne assagit quelque peu l’exubérance architecturale, en supprimant les décrochements et en redonnant à la nudité du mur une valeur esthétique.
Les premiers hôtels sont construits suivant des normes urbaines haussmanniennes jusqu’au début des années 1920, avant que des établissements plus luxueux ne soient érigés. Cet élan se traduit par des aménagements intérieurs tels qu’ascenseur, téléphone ou salles de bains individuelles. L’hôtel Hermitage, construit à La Baule sous l'impulsion François André par Ferdinand Ménard en 1926, inaugure localement le concept de palace. Au Croisic et à Piriac-sur-Mer, les hôtels, d’architecture plus simple, se sont développés sur les quais, face à la mer.

### Une architecture expérimentale
À partir du Second Empire, le littoral devient un point de rencontre foisonnant entre des touristes aisés et des cultures régionales, favorisant la créativité architecturale et assimilant des styles de maisons aussi différents que des modèles russes d’isba et de chalet, des palais romains, des châteaux écossais ou gothiques, des ksars marocains ou des sérails ottomans.
Le logement individuel s'impose et est favorisé par la création des lotissements qui accompagnent le développement des stations balnéaires ; il permet de s’extraire du modèle urbain — caractérisé par la prédominance donnée à la clôture de l’espace intérieur — et de se distinguer de ses voisins, tout en profitant d’un environnement privilégié.
À l'orée du XXe siècle, on parle désormais de « villa », alors que le terme « chalet » a vécu ses beaux jours de 1830 à 1890.
En premier lieu, et avant même l'architecture de la villa, le site choisi pour élever la construction doit permettre l’établissement d'un lien privilégié avec la nature ; la proximité avec la mer, qu’elle donne accès à une plage ou une falaise comme la villa Stella Maris à Saint-Marc-sur-Mer, est avant toute chose, privilégiée, quelles qu’en soient les conséquences, comme pour le lotissement de la pointe de Penchâteau au Pouliguen, protégé par une forte muraille des agressions du sable.
L’exiguïté des parcelles en front de mer est compensée par le plaisir d’être vu et les villas qui y croissent constituent la vitrine de la station.
Appliquant le principe de l’équilibre des masses cher à Eugène Viollet-le-Duc — « J’élève une tourelle, une pile d'angle, un contrefort, une masse verticale ; je termine ainsi le pignon et je pondère la façade, qui n’est nullement symétrique. » — les concepteurs de villas balnéaires privilégient la fonction des pièces à une grille géométrique, résultant en une composition dissymétrique. C’est d’ailleurs l'architecture néo-médiévale qui est le style le plus utilisé dans l’architecture balnéaire, comme par Georges Vachon à La Baule, en raison de la richesse de ses expressions telles hourds, mâchicoulis ou encorbellements. Le style néo-Louis XIII est également à la mode, en raison de la polychromie brique-pierre qu'il apporte. Enfin, la seconde moitié du XIXe siècle voit l’avènement de l’orientalisme dans les stations balnéaires ; la villa Mimi Cottage au Croisic en est une illustration, avec une architecture extérieure et intérieure d'inspiration extrême-orientale,.
Le jardin fait partie du concept de villégiature balnéaire et fait l’objet d’un soin attentif. À La Baule, outre son rôle dans la fixation des dunes, la forêt de pins sert d’écrin de verdure.

### Historicisme et éclectisme comme règles de base
Les grands programmes, c’est-à-dire pour une cité balnéaire, les hôtels et les casinos, trouvent leur expression dans les styles grandiloquents éclectiques, alors que les pavillons individuels s’inspirent du régionalisme.

#### L’architecture régionaliste
Le régionalisme en architecture est apparu, selon Jean-Claude Vigato, en 1896.
Le choix d’un type régional pour la construction d’une résidence balnéaire répond à plusieurs attentes. D’une part, au XIXe siècle ou au début du XXe siècle, un style régional, dont les particularismes peuvent être accentués ou déclinés à loisir, rappelle inévitablement la campagne, par opposition à la ville ; il est le symbole d'une vie simple et rustique, ouverte sur la nature. Ensuite, il peut constituer un rappel des origines ou de la personnalité du propriétaire. Enfin, un type régional répond souvent à des exigences climatiques, géographiques ou socio-culturelles et ce rationalisme souvent rigoureux se marie bien, par ses choix morphologiques ou de matériaux, aux attentes des propriétaires de villégiature balnéaire.
Le « chalet », puis la « villa », répondent donc à la fois à un type de construction mais aussi à un mode de vie. Au fil du temps, il ne reste souvent de la conception originelle rigoureuse du chalet proposé par les catalogues des cabinets d’architecture que des lambrequins en bois découpé, rappelant un style plutôt qu’une réponse à des rigueurs climatiques, géographiques ou à des contraintes socioculturelles. Selon Jean-Claude Vigato « […] le régionalisme architectural repose essentiellement sur la mise en scène d’une authenticité davantage revendiquée que réelle, mais surtout […] la démarche qui anime la plupart de ces architectes est, avant tout, d’ordre iconique », ce que Rémi Lambert qualifie de « chronique d'un pastiche annoncé ».
Deux styles régionaux se distinguent durant la seconde moitié du XIXe siècle, parce qu’ils sont les plus accentués et faciles à évoquer par des artifices architecturaux ; il s’agit des styles néo-normand et néo-basque. Le premier fait référence à une région emblématique du phénomène balnéaire, qui s’y est développé précocement dès les années 1820. Il se caractérise par des pans de bois coloré en contraste avec les teintes des autres matériaux, un toit en croupe, de nombreux décrochements et l'utilisation de la tuile plate.
De nombreux exemples ont été construits à La Baule. Ce sont en particulier des pavillons créés par Adrien Grave, René Perrey ou Georges Meunier,. L'hôtel Hermitage, construit à La Baule en 1926 par l'architecte Ferdinand Ménard, ou l'hôtel Normandy à Pornichet, dessiné par Georges Meunier en 1930, sont également d'inspiration normande.
La note basque induit une référence à la vie dans la nature et aux pinèdes du littoral landais voisin. Les constructions présentent des volumes compacts et asymétriques, des pans de bois le plus souvent rougi se mariant avec une couverture en tuile d'un toit à deux pans, et une entrée en plein cintre agencée dans une avancée protégée. Là de nouveau, les architectes ont produit des exemples remarquables, jusque dans les années 1960. À La Baule, c'est l'architecte Jean Girette qui, dès 1910, importe ce style avec sa villa Les Cigales construite pour le pianiste Édouard Risler,,. Il récidive en 1910 avec La Maison basque,. En 1938, Adrien Grave produit de beaux exemples au Pouliguen — la villa Eden Roc — et à Mesquer — villas La Chatière et La Musardière.
Le style néo-breton est réécrit pour s’adapter à la villégiature balnéaire. À La Baule, il présente des volumes compacts à pignons découverts et enduit blanc, une couverture en ardoise sur des toits à deux pans et chaînage des ouvertures en granite. Au Croisic et ses environs, le style est interprété par des petits manoirs à tour, tout en granite et des matériaux locaux. La villa Le Logis du Vent, construite vers 1900, est, à cet égard, représentative,, tout comme la villa Kenavo. Il trouve sa force dans le pays guérandais par l'influence du mouvement artistique Seiz Breur, dont le nazairien — et donc voisin — René-Yves Creston est l'un des fondateurs en 1923,. Les architectes Paul-Henri Datessen, Adrien Grave, Georges Meunier ou Gustave Maréchal s'en inspirent pour leur réalisations bauloises ; d'autres stations recèlent des constructions de ce style, comme Mesquer (Le Rayon vert) ou Piriac (Ty Breiz, Océane ou Les Saïmiris).

#### L’éclectisme
S’adressant tant à des constructions importantes comme des hôtels ou des casinos, qu’à des habitations individuelles, le vocabulaire Art déco, en pointillé dès les années 1910 et 1920, s’inscrit dans la durée de manière plus pure et plus insistante à partir des années 1930, à la suite de l’exposition internationale des Arts décoratifs et industriels modernes de 1925. Ce style vient s'ajouter aux constructions aux façades colorées et aux volumes intérieurs rationnels, à l'instar des styles régionaux et du renouveau gothique, s’inscrivant dans la mouvance éclectique qui consiste à mêler des éléments empruntés à différents styles ou époques de l'histoire de l'art et de l'architecture.
Les architectes dessinent des villas balnéaires à la géométrie complexe, résultant de l’assemblage de volumes maçonnés enchevêtrés, ajustés à la taille et à l’orientation du terrain, tout autant que d’un volume simple travaillé à l’aide d’éléments rentrants ou saillants, comme des bow-windows, des terrasses, des balcons ou des auvents. Le maître-mot, en tant que caractéristique commune aux réalisations architecturales de cette période, est « dissymétrie » : foin du classicisme unitaire, la parole est aux façades qui se distinguent, que ce soit par leur polychromie, la nature des matériaux employés ou l’excentricité exotique ou historique.
L’éclectisme ne se cantonne pas à La Baule, qui en présente toutefois un fonds exceptionnel. Les petites stations établissement même des rappels récurrents à l’architecture préexistante comme pour faciliter le passage des lieux de vie traditionnels aux nouveaux quartiers.
C’est le cas à Batz-sur-Mer de la villa Prieuré Saint-Georges construite en 1905 par Georges Lafont, ou la chapelle Saint-Goustan du Croisic, reconstruite en 1895, qui va venir s’incorporer dans l’ensemble des bâtiments du manoir édifié à proximité, lui-même inspiré du manoir de Kervaudu du XVe siècle,,.
À Piriac, le bourg ancien influence également le vocabulaire utilisé par les architectes de la station balnéaire.
Le style médiéval est prédominant jusqu'à la Première Guerre mondiale, et il s'inspire à la fois du manoir breton en granit que des constructions à pans de bois, aux toits largement débordants et aux façades agrémentées de saillies. Celles-ci présentent souvent une tour d’escalier proéminente.
Avec sa villa Symbole à La Baule, Georges Lafont établit en 1881 une référence indiscutable d'un type balnéaire qui marie ces différentes caractéristiques et qui n'a, à la toute fin, de médiéval que le nom,,,.
François Bougoüin, élève de Viollet-Le Duc, s’en inspire pour ses propres réalisations.
Georges Lafont réalise également la villa balnéaire Sigurd, construite vers 1886 pour Henri Sellier à Pornichet, la maison de villégiature balnéaire Saint-Hubert, en 1904 au Croisic, et le prieuré Saint-Georges à Batz-sur-Mer en 1905 dans la même veine médiévale,.
D’autres réalisations respectent ou ont anticipé la même philosophie ; ainsi le château des Tourelles à Pornichet (1868), et au Croisic les propriétés de Saint-Goël (1892), Stella Maris (1892), de Saint-Goustan (1906) ou de Ker Armen (1907) ; à Mesquer, Ker Loïc dès 1900 ou à Piriac, La Vigie.
Au Pouliguen, l'architecte François Bougoüin a imposé un style néo-moyenâgeux, comme la villa Ker Impair, construite en 1873, ou le chalet Les Cerises ; l'ensemble est mis en scène grâce à des murailles qui empiètent sur le chemin douanier.
On retrouve ces éléments de scénographie en particulier à Pornichet — pointe du Bec — et à Piriac — pointe Saint-Michel et plage de Grain.
Contrairement à La Baule, Pornichet et Le Pouliguen, où ce sont des architectes qui ont été les fers de lance de l'éclectisme, ce sont le plus souvent des entrepreneurs ou des maîtres d'œuvre locaux qui sont à l'origine de la polychromie architecturale des autres stations du pays de Guérande, souvent pour des raisons économiques.

L'inspiration médiévale dans les stations balnéaires du pays de Guérande (sélection).
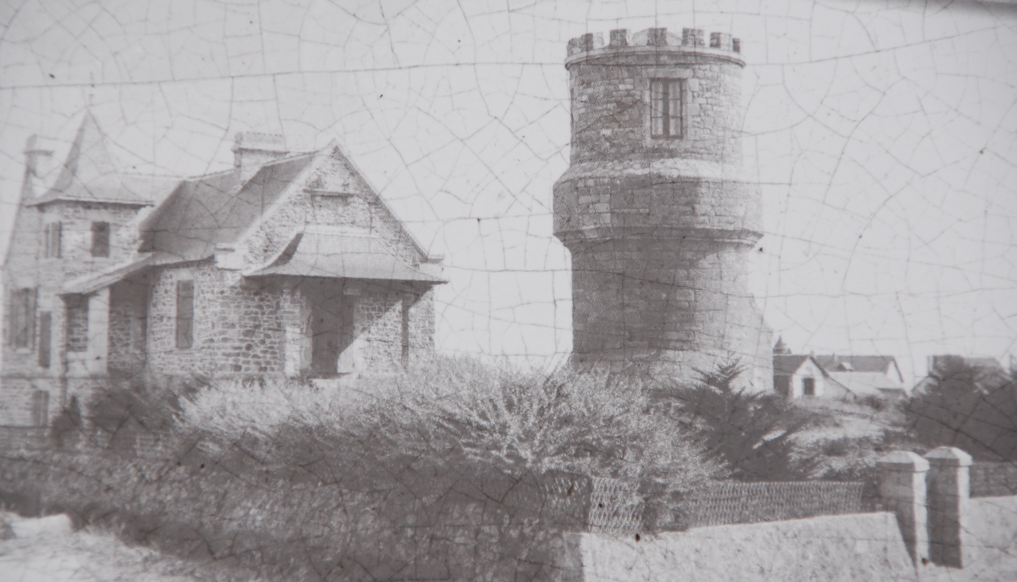
La villa Prieuré Saint-Georges et le moulin des bénédictins à Batz-sur-Mer (vue du début du XXe siècle.
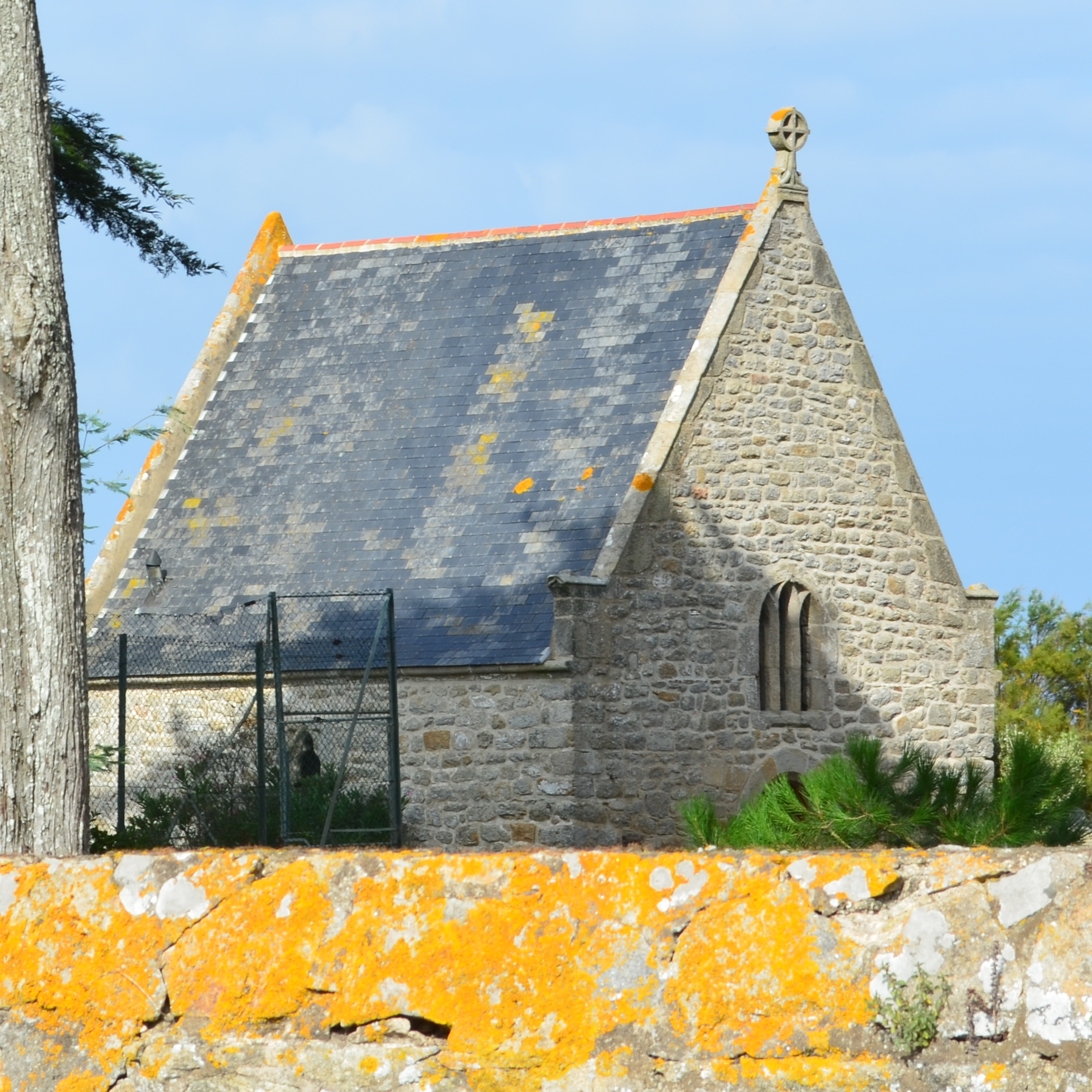
La chapelle Saint-Goustan du Croisic.
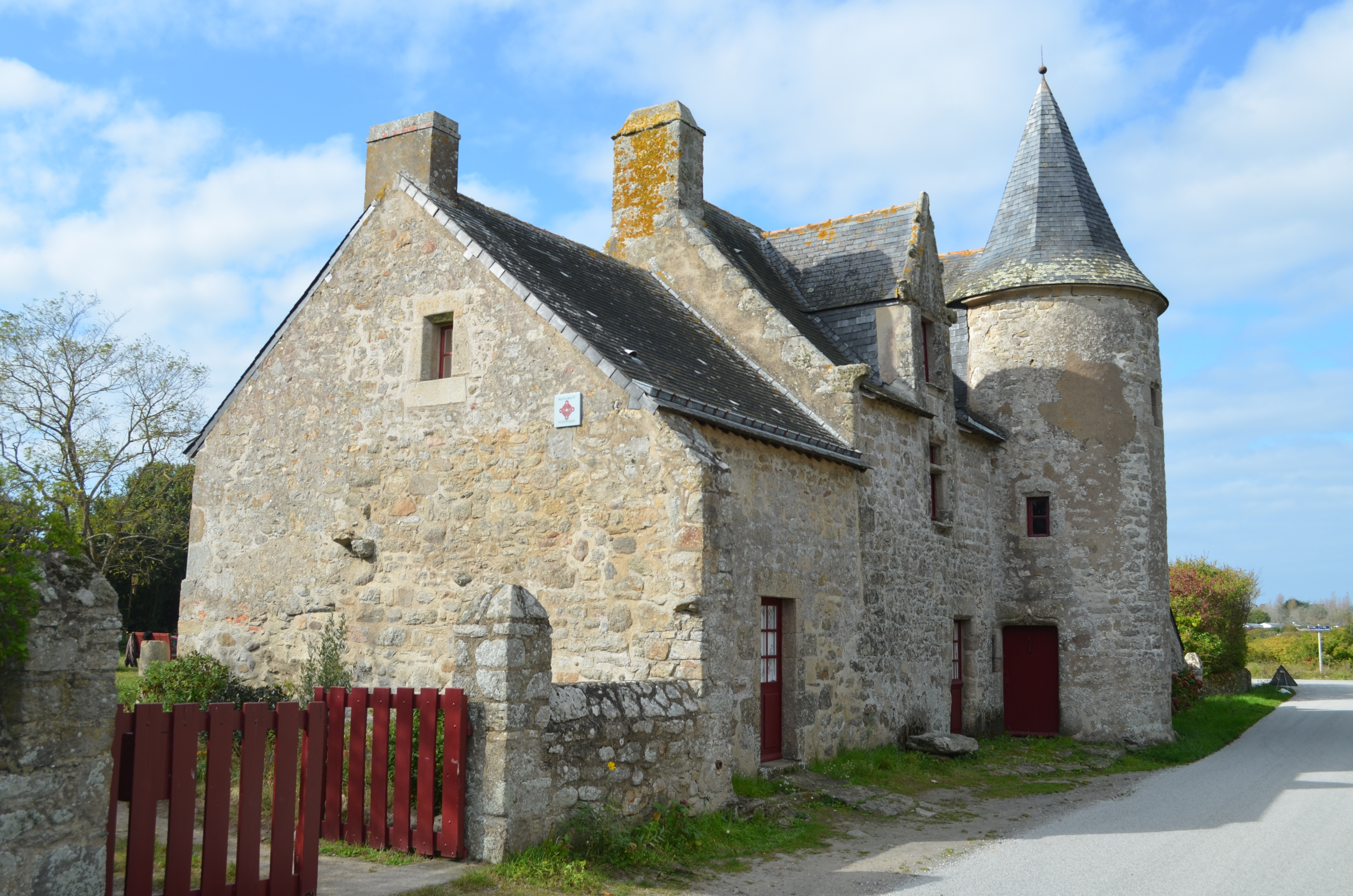
Le manoir de Kervaudu au Croisic.

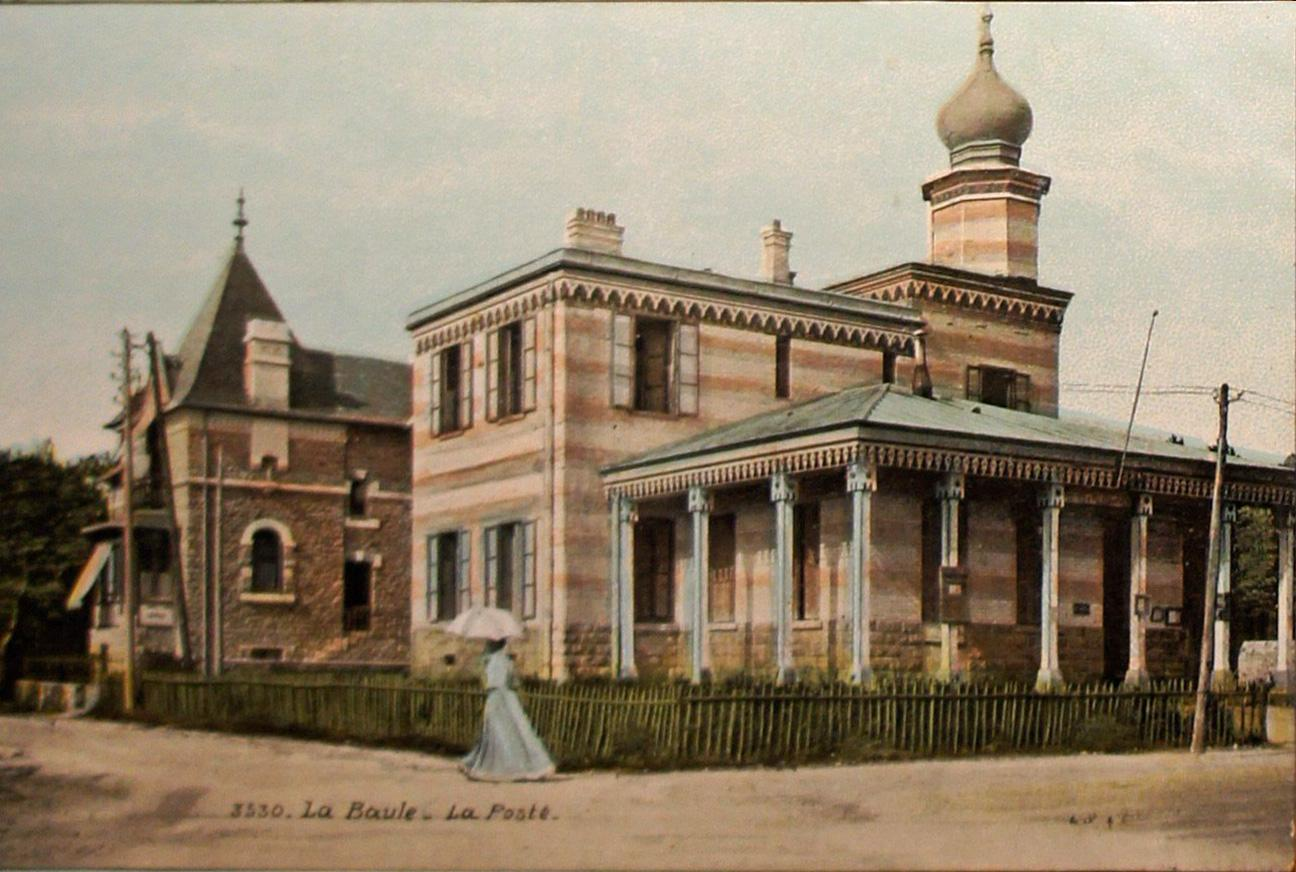
La Casbah, bureau de poste de La Baule au début des années 1920.

Le style néo-classique s'impose plus difficilement, en raison de l'inadéquation de ses lignes symétriques à la mode balnéaire.
Néanmoins quelques réalisations se font jour dès le début du XXe siècle, comme l’institut Verneuil à La Baule (1902) avec son dôme imposant, ou la propriété Saint-Nudec, construite vers 1865 pour le baron Paul Caruel de Saint-Martin puis transformée en centre de vacances en 1947, qui rappelle un petit château d’Île-de-France.
L'inspiration italienne, sous la forme néo-palladienne, ainsi que par l'utilisation de la tuile creuse, s'illustrent à la fin du XIXe siècle entre autres à Batz-sur-Mer — villas La Tallique et La Roche aux Mouettes (1880) — au Pouliguen — villa Les Troves (1875) — ou à Piriac — villa Kervaïré ; on la retrouve également dans le quartier Benoît à La Baule ou sur le front de mer de la plage de Port Lin, dessinée par Clément Josso en 1897.
L'architecture méditerranéenne trouve en 1925 son expression la plus aboutie à Pornichet sous le crayon de Georges Vachon — et d'Adrien Grave pour la décoration intérieure — dans la villa Ker Souveraine, qui fait l'objet d'une inscription auprès des monuments historiques depuis 2002,.
Enfin l'orientalisme trouve son expression la plus aboutie à Pornichet, dans la villa L'Orientale, d'inspiration indienne, construite par Antonin Viale vers 1890. À La Baule, le bureau de poste et télégraphe temporaire — construit en 1897 puis détruit dans les années 1960 — dit « de la Casbah », a été dessiné dans un style mauresque.

### Du style international au postmodernisme
Les années 1920 - 1930 voient apparaître des thèmes nouveaux, qui vont peu à peu supplanter les styles régionaux ou exotiques ; à l'émergence du nautisme sportif ou de plaisance, qui porte les valeurs du confort, de l'hygiène et du sport, répondent les styles paquebot — avec tourelles, rambardes et hublots — et le renforcement du « méditerranéisme », dominé par la blancheur des surfaces et l'épuration des volumes.
Le style international reste timidement en retrait, rebutant les villégiateurs par ses surfaces extérieures lisses et dépourvues d'ornementation, tout comme le style Art déco, qui se limite jusqu'en 1935 aux commandes de quelques initiés.
La Baule, principalement en la personne d'Adrien Grave dont l'emploi de l'enduit écume est caractéristique, concentre la plupart des réalisations de styles paquebot ou international,.
Philippe Louis s’essaie à un style mi-international mi-paquebot sur le port de Piriac dans les années 1950 — villa Mor Braz — sans susciter d’engouement.

## De la villa individuelle à l'immeuble collectif
Dès les années 1950 et surtout dans la décennie suivante, l’afflux de touristes rend nécessaire une amplification de l’offre de logements. De plus, les enjeux financiers importants pour les stations balnéaires les poussent à créer ou améliorer des fronts de mer urbanisés.
L’État se dote en 1963 d'un service rattaché au Premier ministre, la Délégation interministérielle à l'aménagement du territoire et à l'attractivité régionale (DATAR) pour coordonner les investissements des entrepreneurs privés. Celle-ci est dirigée par Olivier Guichard, futur maire de La Baule-Escoublac et futur président de la région des Pays de la Loire.
En 1966, l’organisme régional d'étude et d'aménagement d'aire métropolitaine (OREAM) de Nantes - Saint-Nazaire souligne, en parlant du complexe baulois au sens large : « cet ensemble permet de recevoir une population estivale instantanée d’environ 90 000 personnes, ce qui représente en gros la moitié de la capacité d’hébergement du littoral de l’aire métropolitaine (185 000 personnes). […] À cause de la pression d'une demande considérable et rapidement croissante […], il importe de maîtriser les sites […] et d'offrir des équipements de tourisme et de loisir judicieusement localisés dans un espace préservé ».
L'immeuble collectif, dont le modèle a été mis au point et peaufiné en milieu urbain durant la Reconstruction, répond aux enjeux urbanistiques et économiques nouveaux ; ses caractéristiques sont dès lors l’utilisation de matériaux préfabriqués, la standardisation de l’offre et des types architecturaux, sous le contrôle de promoteurs et non plus des propriétaires.
Cette simplification va de pair avec l’appauvrissement du concept de tourisme de villégiature, qui se réduit à la seule pratique balnéaire. Loger le plus grand nombre de personnes au plus près de la mer se fait au détriment de la richesse architecturale et patrimoniale et sur les zones de front de mer.
Alors que le lien avec la nature demeure important, le lien avec l’extérieur se fait par l’intermédiaire de loggias et de balcons donnant sur la mer ; les intérieurs sont réduits au plus juste, la vie se déroulant à l’extérieur, sur la plage.
Le Santa Clara, également nommé « La Vague », à la limite est de La Baule avec Pornichet, date de 1979 ; signé de Pierre Doucet, il rompt la morphologie massive de l'alignement du front de mer par l’impétuosité de ses murs de refend.
À partir des années 1980, les balcons se font plus transparents et les baies vitrées couvrent en totalité les façades, par l’utilisation du verre et du Plexiglas (marque déposée).

## Protection du patrimoine architectural balnéaire
Le développement du tourisme de masse a bouleversé le paysage architectural, principalement le long de la baie du Pouliguen, induisant une architecture dense en immeubles.
À partir des années 1990, devant l’accentuation du phénomène de destruction des anciennes villas dans un mouvement de spéculation foncière, des campagnes d’inventaires ont été initiées par le ministère de la Culture, alors que les petites stations font le choix de la mise en valeur du patrimoine. La villa Ker Souveraine fait l’objet d’une inscription depuis 2002 mais demeure seule dans ce cas.
En revanche les dispositifs de zone de protection du patrimoine architectural, urbain et paysager (ZPPAUP) ont reçu un accueil favorable de la part des collectivités territoriales, prenant en compte soit le patrimoine balnéaire et ses éléments caractéristiques, comme l’architecture, les paysages ou les clôtures — c’est le cas du Pouliguen (2001 ; la ZPPAUP a été proposée à la transformation en aire de mise en valeur de l'architecture et du patrimoine [AVAP] en juin 2013), du Croisic (2006 ; la ZPPAUP est devenue AVAP en 2011) et de Batz-sur-Mer (2007 ; la proposition de transformer la ZPPAUP en site patrimonial remarquable [SPR] a été approuvée en 2018) — soit se tournant résolument vers la préservation de l’architecture de villégiature ; c’est le cas de La Baule où, entre 1990 et 1994, plus de 2 000 villas balnéaires ont été inventoriées et décrites,. À Pornichet, les délibérations du conseil municipal du 16 septembre 2015 ont approuvé l’élaboration d’une AVAP.
D’autre part, en prolongation de l’effort de concentration sur l’héritage patrimonial et sa valorisation, les communes du Croisic, de Batz-sur-Mer et de Piriac-sur-Mer se sont affiliées à l’association Petites Cités de caractère de France, ce label ne se limitant toutefois pas à la période balnéaire.